# Le Château Saint-Ange et le Tibre, Rome
Le Château Saint-Ange et le Tibre, Rome est un tableau réalisé entre 1826 et 1828 par Camille Corot, et qui représente le paysage formé par le château Saint-Ange et le fleuve du Tibre, à Rome en Italie.
Issu du don de 1906 d'Étienne Moreau-Nélaton au musée du Louvre, il fait partie des collections du département des Peintures et porte le numéro d'inventaire RF 1622. Il est exposé dans la salle 69 : Collection Moreau-Nélaton.

## Historique
Le Château Saint-Ange et le Tibre, Rome est un tableau haut de 26,5 centimètres et large de 46,5 centimètres réalisé entre 1826 et 1828 par Camille Corot, et qui représente le paysage formé par le château Saint-Ange et le fleuve du Tibre, à Rome en Italie,
Le tableau est donné en 1906 au musée du Louvre par Étienne Moreau-Nélaton, et fait depuis partie des collections du département des Peintures où il porte le numéro d'inventaire RF 1622, et est exposé dans la salle 69 : Collection Moreau-Nélaton.